# Pawły (gmina)
Pawły (ros. Павловская волость, lit. Pavlų valsčius) – dawna gmina wiejska (włość) istniejąca w latach 1861–1915 na Białostocczyźnie. Siedzibą gminy były Pawły.

## Imperium Rosyjskie
Gmina zbiorowa Pawły  powstała w wyniku reformy struktur administracyjnych państwa rosyjskiego w 1861 roku. Była częścią powiatu bielskiego należącego (od 1843) do guberni grodzieńskiej. W 1890 roku gmina Pawły obejmowała 31 miejscowości i zamieszkiwało ją 6013 osób.

## I wojna światowa
Podczas I wojny światowej gmina wraz z powiatem bielskim należała do okupowanego przez Niemcy Ober-Ostu (w okręgu Białystok), gdzie znacznie zmieniono granice i podział administracyjny powiatu bielskiego. Spośród jego 15 gmin, zachowano 9 i zniesiono 6, ponadto utworzono 10 nowych W związku z tym, gmina Pawły została zniesiona, po czym:
- jej prawie cały obszar wszedł w skład nowej Narew,
- mały fragment (Żywkowo) włączono do gminy Zabłudów w powiecie białostockim.

Podział ten zachowano, kiedy powiat bielski przeszedł w sierpniu 1919 pod administrację polską.